# Mykoła Łemyk

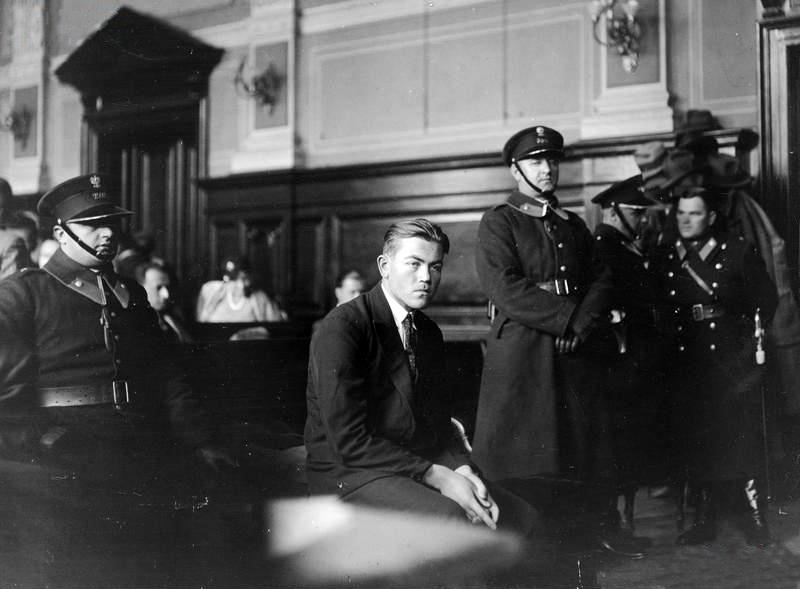
Mykoła Łemyk podczas procesu o zabójstwo Aleksieja Majłowa

Mykoła Łemyk, ukr. Мико́ла Ле́мик (ur. 4 kwietnia 1914 we wsi Sołowa, gm.Kurowice, powiat przemyślański, zm. październik 1941, Myrhorod) – ukraiński działacz nacjonalistyczny.
Po ukończeniu nauki w ukraińskim gimnazjum podjął studia na wydziale matematyczno-przyrodniczym Uniwersytetu Lwowskiego. Członek OUN od 1932.
21 października 1933 na rozkaz OUN zabił naczelnika kancelarii konsulatu sowieckiego we Lwowie (jednocześnie emisariusza sowieckiego wywiadu) Aleksieja Majłowa, na znak protestu przeciw wywołaniu wielkiego głodu na Ukrainie. Został aresztowany, sądzony we Lwowie i w listopadzie 1933 skazany na karę śmierci. Później karę tę zamieniono na karę dożywotniego więzienia. Wypuszczony z więzienia we wrześniu 1939.
W 1941 był jednym z organizatorów grup pochodnych OUN, krajowym przewodniczącym (prowidnyk) OUN-M na wschodniej Ukrainie i dowódcą grupy „Schid” (tj. Wschód). W październiku 1941 aresztowany przez Gestapo i rozstrzelany w Myrhorodzie w obwodzie połtawskim.